# Alberto Camenzind

Alberto Camenzind (1960)

Alberto Camenzind (* 7. Juni 1914 in Lugano; † 29. September 2004 in Astano) war ein Schweizer Architekt und Universitätsprofessor.

## Werdegang
Camenzind studierte von 1933 bis 1939 Architektur an der Eidgenössischen Technischen Hochschule Zürich, wie auch seinerzeit Max Frisch und Justus Dahinden, bei William Dunkel. Nach dem Studium arbeitete er in den Büros von Otto Rudolf Salvisberg und William Dunkel. 1942 eröffnete er sein eigenes Atelier in Lugano.
International bekannt wurde er als Co-Direktor der Expo 64 in Lausanne, für die er als Chefarchitekt der Schweizerischen Landesausstellung Landi 64 ein thematisches Programm mit mehrzelligen Ausstellungszentren entwarf. Besondere Beachtung fand der umgesetzte Weg der Schweiz als Leitmotiv der Expo.
1965 erhielt Camenzind einen Ruf auf eine Professur an die ETH Zürich. 1981 wurde er emeritiert.
Er war Mitglied der Eidgenössischen und der Tessiner Denkmalpflegekommission und zwischen 1965 und 1972 Mitglied der Eidgenössischen Kunstkommission.

## Bauten
Das BIT war zu seiner Zeit das grösste Bürohaus der Schweiz mit einem 200 Meter langen und 50 Meter hohen Hochhaus. Seine Tessiner Herkunft dokumentierte er mit dem Haus Gmür in Brissago und mit dem Quartier Maghetti in Lugano, wo er Sichtbeton und Bruchsteinmauerwerk verwendete.
- 1956–1957: Casa Bustelli, Lugano
- 1958: Gymnasium Bellinzona

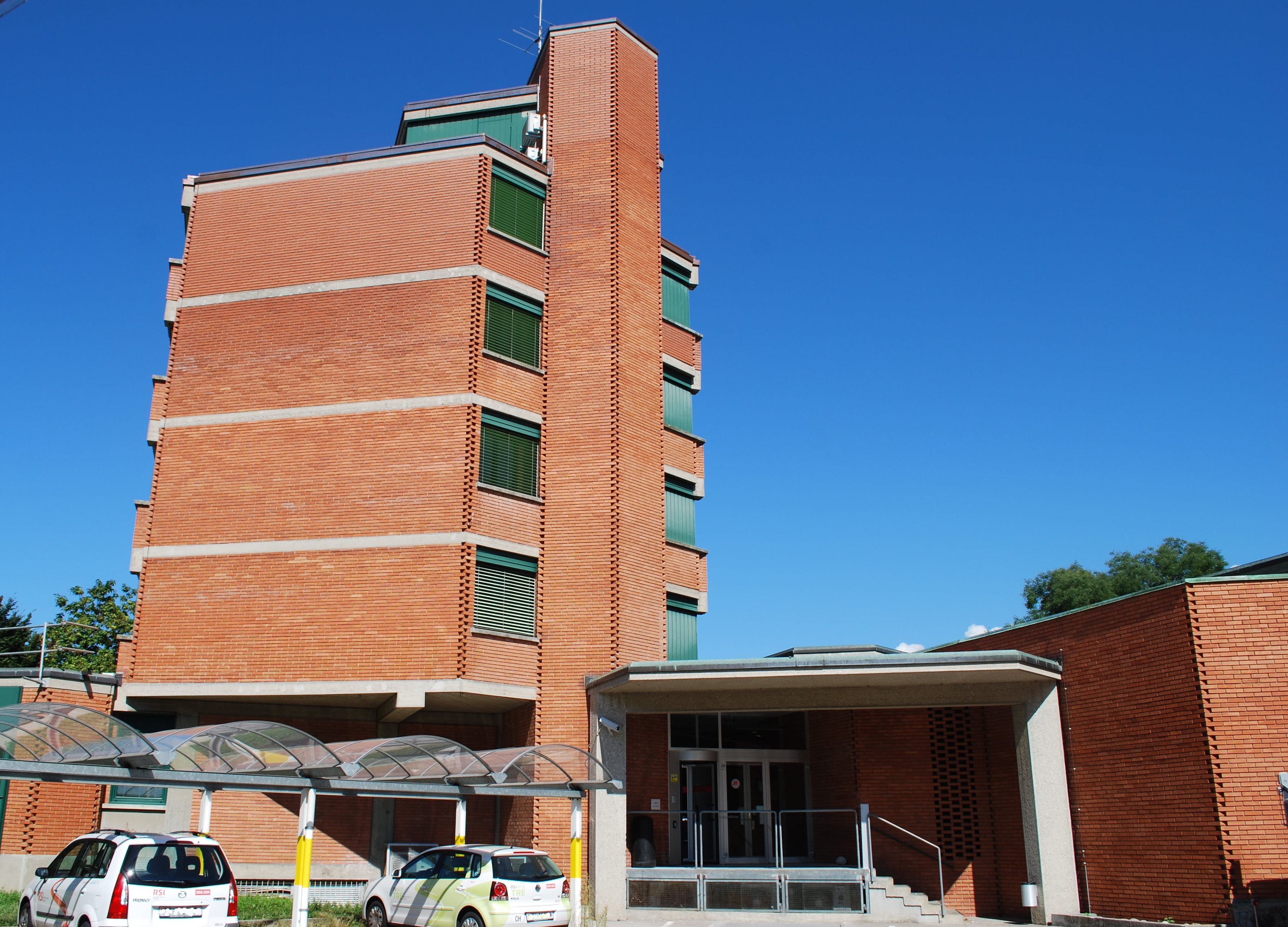
Radio svizzera di lingua italiana, Lugano

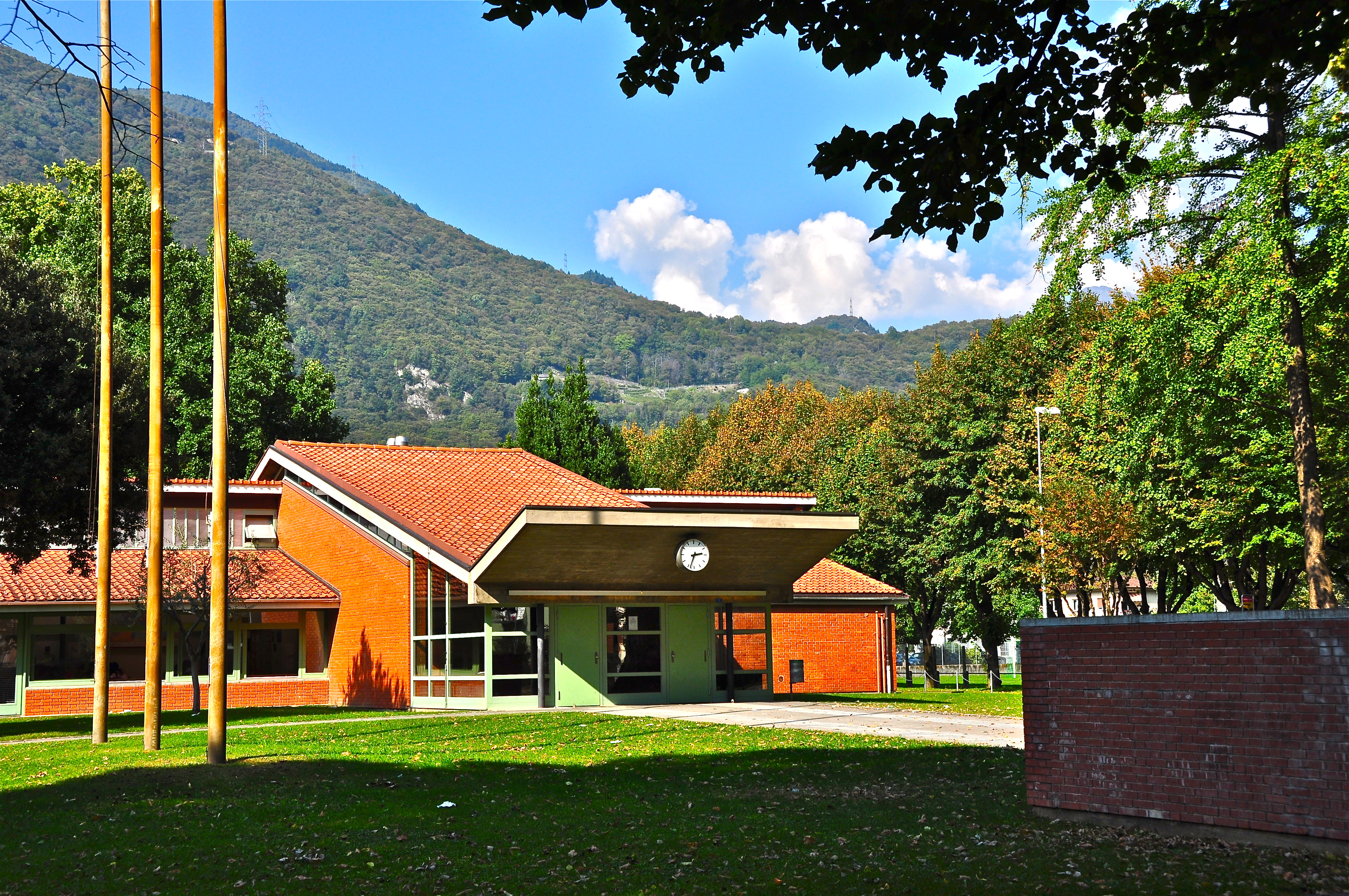
Scuola Media Bellinzona

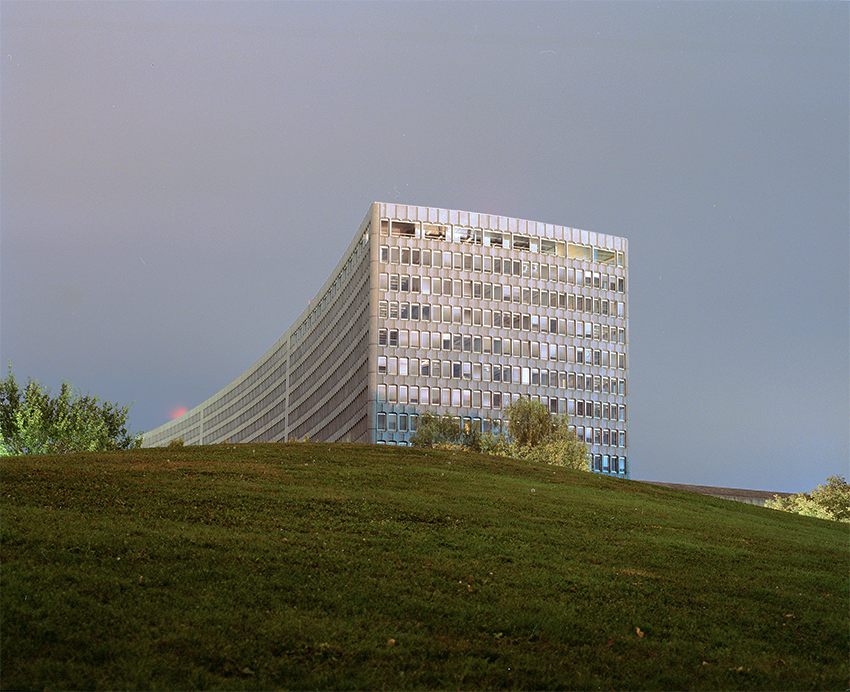
Bureau International du Travail, Genf

- 1958–1961: Radio svizzera di lingua italiana, Lugano mit Rino Tami und Augusto Jäggli
- 1961: Casa Druey, Novaggio mit Bruno Brocchi[1]
- 1963: Hauptsitz – Alfa Romeo, Agno mit Bruno Brocchi[2]
- 1963: Haus Gmür, Brissago
- 1972: Kantonsschule Lugano mit Bruno Brocchi und Roberto Sennhauser
- 1973: Centre International de Conférence, Genf
- 1969–1974: Bureau International du Travail, Sitz der Internationalen Arbeitsorganisation, Genf mit Pier Luigi Nervi, Walter Brugger, Eugène Beaudouin und Georges A. Steinmann
- 1984: Quartier Maghetti, Lugano

## Ehrungen und Preise
- 1964: Ehrenbürger von Lugano
- Gymnasium Bellinzona ist Kulturgut der Stadt Bellinzona
- Dokumentations- und Archivzentrum von RTSI ist Kulturgut der Stadt Lugano

## Ehemaliger Mitarbeiter
- Bruno Brocchi[3]
- Sergio Pagnamenta

## Schüler
- Hans-Ulrich Minnig